# کازویا ماکاوا
کازویا ماکاوا (به انگلیسی: Kazuya Maekawa) بازیکن فوتبال اهل ژاپن و عضو تیم ملی فوتبال ژاپن است که در تاریخ ۰۷ ژوئن ۱۹۹۲ میلادی اولین بازی ملی‌اش را انجام داد. او در ۱۷ بازی ملی حضور داشت و آخرین بازی ملی خود را در تاریخ ۱۳ اکتبر ۱۹۹۶ میلادی انجام داد. کازویا ماکاوا در بازی‌های ملی‌اش
گلی به ثمر نرساند.